# Less (romanzo)
Less è un romanzo scritto nel 2017 da Andrew Sean Greer. Il romanzo racconta del viaggio che lo scrittore di scarso successo Arthur Less intraprende alla vigilia del suo cinquantesimo compleanno, un tour letterario che attraversa mezzo mondo per distrarsi dal pensiero del matrimonio del suo ex fidanzato. Nel 2018 il romanzo ha vinto il Premio Pulitzer per la narrativa.

## Trama
Arthur Less, uno scrittore che una volta ottenne un discreto successo ma che ormai resta noto ai più per essere stato il compagno di un apprezzatissimo autore americano, intraprende un lungo viaggio attraverso tre continenti per parlare della produzione artistica del suo primo amore, ma anche per provare a dimenticare il matrimonio del suo ultimo compagno. Prossimo ai cinquanta, solo e autore non più pubblicato, Less viaggia a Città del Messico, Parigi, ottiene una cattedra a Berlino, riceve un premio letterario a Torino, viaggia nel deserto del Sahara e giunge alla fine in India, in una comunità di ritiro cristiana. Qui incontra il suo grande rivale e padre del suo ex, che gli annuncia che il figlio si è separato dal marito di pochi giorni perché ancora innamorato di lui. Less allora torna a San Francisco per scrivere del suo viaggio e, forse, rivedere Freddy.

## Personaggi
- Arthur Less, il quarantanovenne protagonista del romanzo, intraprende un viaggio intorno al mondo per tenere conferenze sullo scrittore Robert Brownburn, suo primo amore
- Freddy, ex amante di Arthur, prossimo alle nozze e narratore nel romanzo
- Carlos, padre di Freddy, coetaneo di Arthur e autore di maggior successo.
- Robert Brownburn, celebrato autore statunitense, primo amante di un giovane Arthur, ora malato terminale e costretto a letto.

## Edizioni italiane
- Andrew Sean Greer, Less, traduzione di it. di Elena Dal Pra, La nave di Teseo, 2017, ISBN 978-8893442787.